# Voruj

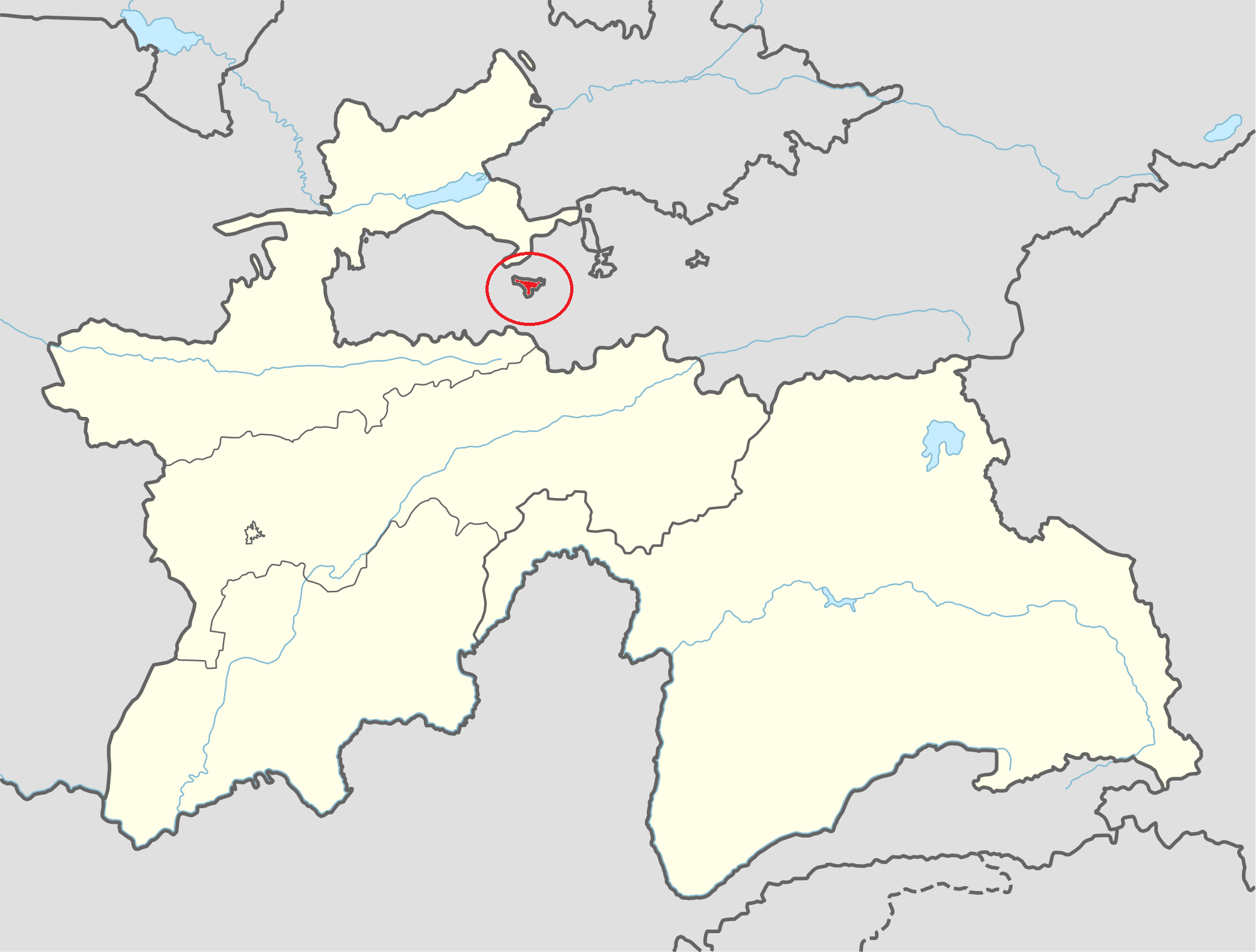
Voruj

Voruj (Ruso y Tajiko: Ворух, Vorukh en inglés) es un jamoat en el norte de Tayikistán. Corresponde a un exclave rodeado por el territorio de Kirguistán que forma parte de la ciudad de Isfara  en la región de Sughd. Para el 2015, el jamoat contaba con una población aproximada de 30.506 habitantes.